# Кирил, Георгий Васильевич
Георгий Васильевич Кирил (укр. Георгій Васильович Кірiл; род. 1954) — советский и украинский спортсмен и тренер; Мастер спорта СССР, Заслуженный тренер Украины (2000), Почётный работник физической культуры и спорта Украины (2003). Почётный гражданин города Новоселица (2006).

## Биография
Родился 28 октября 1954 года в селе Маршинцы Новоселицкого района Черновицкой области Украинской ССР.
Окончил новоселицкую среднюю школу № 2 и факультет физвоспитания Кишиневского педагогического института (ныне Государственный педагогический университет имени Иона Крянгэ).
Спортом начал заниматься в седьмом классе школы — посещал секции тяжелой атлетики и вольной борьбы. Дзюдо и самбо занялся уже в институте под руководством заслуженного тренера Молдовы Валентина Гуцу. Был призёром молодежного первенства Молдовы (дзюдо). Мастером спорта по борьбе дзюдо стал в 1977 года, а по борьбе самбо — через год.
После окончания спортивной карьеры, Георгий Васильевич занялся тренерской. Среди его титулованных воспитанников:
- Юрий Паскар — серебряный призер в дзюдо Спартакиады народов СССР (позже тоже стал тренером),
- Ольга Николайчук[3] — призер чемпионатов мира и Европы по самбо и победительница Спартакиады Украины в дзюдо и самбо,
- Иван Шалар — победитель молодежного первенства Украины по самбо,
- Сергей Бурдужук — победитель юношеского первенства Украины по дзюдо,
- а также старшая дочь Кристина — серебряный призер молодежного первенства мира (самбо).

Г. В. Кирил занимается также общественно-спортивной деятельностью. Он много лет возглавляет районный спорт. Является судьей национальной категории по борьбе дзюдо и международной категории — по борьбе самбо. В 2005—2006 годах, будучи руководителем районного физкультурно-оздоровительного клуба «Колос», построил в Новоселице первую на Украине стандартную трассу для велоспорта BMX. В своё время он трудоустроил в Новоселице заслуженного тренера Украины по легкой атлетике — Владимира Степанова (после его возвращения из Белоруссии), который, уже будучи пенсионером, воспитал ряд высококлассных спортсменов, в числе которых Наталья Лупу.